# Trzalica
Trzalica ili terzijan je tanka, obično koštana, pločica, koja se koristi za sviranje žičanih instrumenata, najčešće gitare i tambure. Koriste je muzičari koji ne znaju svirati prstima ili kako bi im bilo lakše da izvode muzičko delo.